# تريفور هاردي
تريفور هاردي (بالإنجليزية: Trevor Hardy) هو مجرم بريطاني، ولد في 11 يونيو 1945 في Moston, Manchester ‏ في المملكة المتحدة، وتوفي في 25 سبتمبر 2012 في ويكفيلد في المملكة المتحدة بسبب نوبة قلبية.